# Anna Constantia von Brockdorff

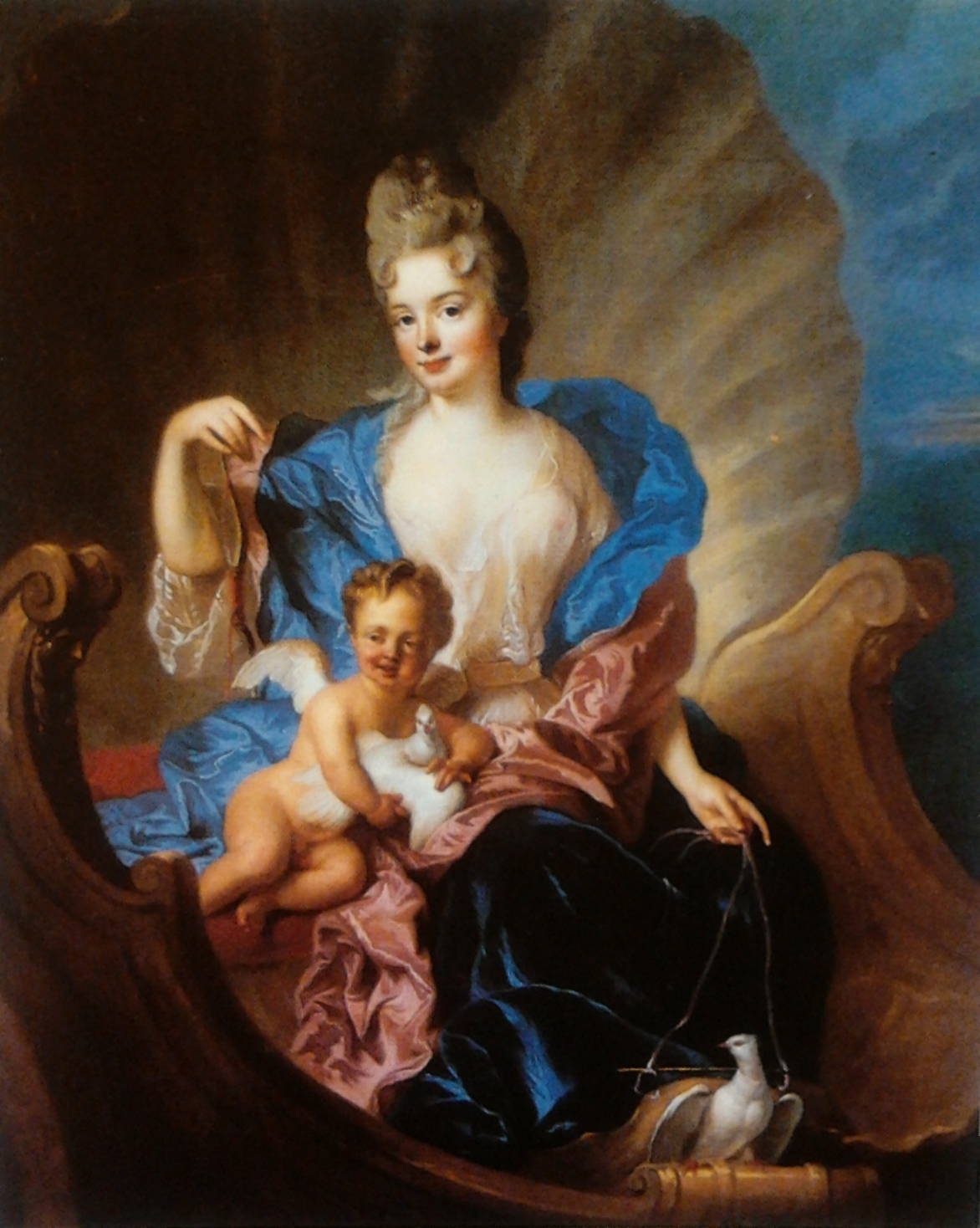
Anna Constantia von Brockdorff

Anna Constantia von Brockdorff, senare grevinna av Cosel, född 17 oktober 1680, död 31 mars 1765, var en älskarinna åt August den starke mellan 1705 och 1713.
Anna Constantia von Brockdorff var dotter till den danske översten Joachim von Brockdorff, och gifte sig 1703 med den sachsiske friherren Adolf Magnus von Hoyn. 1705 ersatte hon Ursula Katharina Lubomirska som Augusts älskarinna, och efter sin skilsmässa 1706 maîtresse en titre och samma år riksgrevinna. Genom sin skönhet, intelligens och bildning lyckades hon under sju år bevara sitt inflytande över kungen, och bekämpa sina rivaler i form av Maria Aurora von Spiegel, Henriette Rénard och Angélique Duparc.
Hon ådrog sig genom inblandning i politiken ministrarnas ovilja och föll offer för deras intriger. Avlägsnad från August och ersatt med grevinnan Marianna Denhoff, blev hon efter ett förtvivlat försök att återvinna sin makt inspärrad på slottet i Pillnitz. 1715 flydde hon till Berlin, men utlämnades 1716. Då hon envist vägrade återställa för kungen komprometterande papper, tvingades tillbringa resten av sitt liv som statsfånge på fästet Stolpen. Anna Constantias barn med August legitimerades 1724 och erhöll polsk grevevärdighet.